# هنري هويفينارس
هنري هويفينارس مواليد 1 مايو 1902 في أنتويرب، بلجيكا - الوفاة 12 نوفمبر 1958 في أنتويرب، بلجيكا، كان دراج بلجيكي. سبق أن شارك في دورة الألعاب الأولمبية الصيفية وفاز بميدالية أولمبية.

## الميداليات
| الميدالية | المسابقة                       |
| --------- | ------------------------------ |
| فضية      | الألعاب الأولمبية الصيفية 1924 |
| فضية      | الألعاب الأولمبية الصيفية 1924 |
| برونزية   | الألعاب الأولمبية الصيفية 1924 |

## روابط خارجية
- هنري هويفينارس على موقع أرشيف الدراجات (الإنجليزية)
- هنري هويفينارس على موقع إحصائيات الدراجات الإحترافية (الإنجليزية)
- هنري هويفينارس على موقع أوليمبيديا (الإنجليزية)